# Sherlock Holmes kontra Kuba Rozpruwacz
Sherlock Holmes kontra Kuba Rozpruwacz – komputerowa gra przygodowa wydana w 2009 roku przez Focus Home Interactive na system Windows oraz Xbox 360.
To piąta gra z serii przygód Sherlocka Holmesa produkcji Frogwares. Akcja gry ma miejsce w londyńskiej dzielnicy Whitechapel w 1888 roku, kiedy to dochodzi do serii brutalnych morderstw.
Gra oferuje widok z perspektywy pierwszej oraz trzeciej osoby.
Francuska wersja została wydana 30 kwietnia 2009 roku, a polska 30 września 2009 roku.

## Fabuła
W czasie rewolucji przemysłowej Imperium Brytyjskie było w stanie rozkwitu. Jednakże w londyńskiej dzielnicy Whitechapel nie było to widoczne, jako że była to najbiedniejsza dzielnica stolicy. Mieszkał w niej najgorszy motłoch: alkoholicy, żebracy, prostytutki, a także duża społeczność żydowskich imigrantów przybyłych z Europy Wschodniej, gdzie rosły nastroje antysemickie. Dziesiątki tysięcy ludzi mieszkało w tym siedlisku nędzy, ściśnięci w wąskich, złowrogich, śmierdzących, spowitych mgłą uliczkach. By uporać się z ubóstwem, rząd stworzył w Whitechapel domy publiczne. W 1888 roku w tej dzielnicy dochodzi do serii zabójstw prostytutek przez mordercę zwanego Kubą Rozpruwaczem. W tych złowrogich, wiernie odwzorowanych realiach, gracz wciela się w postać Sherlocka Holmesa, który próbuje dowiedzieć się, kto jest zabójcą.

## Rozgrywka
Gra oferuje możliwość grania z perspektywy pierwszej oraz trzeciej osoby Sherlockiem Holmesem oraz doktorem Watsonem.

## Postacie
- Sherlock Holmes – detektyw mieszkający przy Baker Street 221b wraz ze swoim przyjacielem, drem Johnem Watsonem. Metody dedukcji Holmesa są unikalne i musi on je wykorzystać, by schwytać sprawcę.
- Doktor John H. Watson – doktor i najlepszy przyjaciel Holmesa, próbujący pomóc mu jak to tylko możliwe w schwytaniu Kuby Rozpruwacza
- Kuba Rozpruwacz – seryjny morderca, który bez litości zabija prostytutki i kpi z policji.
- Frederick Abberline – inspektor policji, który odrzuca pomoc Holmesa, ponieważ wierzy, że łatwo rozwiąże sprawę.
- Partyzanci z Baker Street – grupa biednych dzieci pomagających Holmesowi i Watsonowi.